# Tecate (sör)
A Tecate Mexikó egyik legismertebb söre. Nevét az Alsó-Kalifornia állambeli Tecate településről kapta, ahol először gyártották. Nagy mennyiségben exportálják az Amerikai Egyesült Államokba is.

## Története
A sör története úgy kezdődött, hogy Alberto Aldrete 1944-ben megvásárolt egy 1929-ben épült növényolajgyárat Tecate városában, és sörfőzdévé alakította. Tíz évvel később eladta jelenlegi tulajdonosának, az Új-León állambeli Grupo Cervecero Cuauhtémoc társaságnak. Ma az eredeti épületben továbbra is gyártják a sört, de emellett bemutatóhelyként is működik, ahol a látogatók vezető segítségével megtekinthetik, hol készül havi 20 millió liter Tecate sör és hol töltik azt percenként 4000 üvegbe.

## Csomagolás
A márka fő színei a piros és az arany, jelképe egy fekete sas, melyben egy fehér T betű látható. Még a vonalkód mezője sem téglalap alakú, hanem az is erre a sasra emlékeztet. A „light” változat, melynek alkoholtartalma 3,9%, kék–ezüst dobozban kapható. Mindkét fajta 8-féle kiszerelésben kerül az üzletekbe: a dobozosból létezik 355, 473 és 710 ml-es, az üvegesből 190, 325 és 355 ml-es, valamint két nagy üveg: az úgynevezett caguama (940 ml) és a caguamón (1200 ml).